# Las dos huérfanas
Las dos huérfanas (Orphans of the Storm) es una película muda estadounidense de 1921 con guion, producción y dirección de D. W. Griffith. Es adaptación de la pieza de teatro Las dos huérfanas (Les Deux Orphelines, 1874), escrita por Adolphe D'Ennery y Eugène Cormon. La historia narrada se desarrolla en el siglo XVIII francés antes de la revolución francesa y durante ella.
Esta fue la última película en la que Griffith empleó a las actrices Lillian y Dorothy Gish, y es considerada por muchos como el mayor éxito de Griffith después de El nacimiento de una nación e Intolerancia.
Como en sus anteriores films, el tratamiento histórico que utiliza Griffith en Las dos huérfanas para describir la Revolución francesa se asemeja al alzamiento del bolchevismo. El film refleja un conflicto de clases, cosa que no gustó a algunos miembros de la sociedad estadounidense. A este respecto y ante el Commité of Public Safety, Griffith dijo lo siguiente:

Sí: soy aristócrata, pero amigo del pueblo.

## Reparto
- Lillian Gish: Henriette Girard.
- Dorothy Gish: Louise.

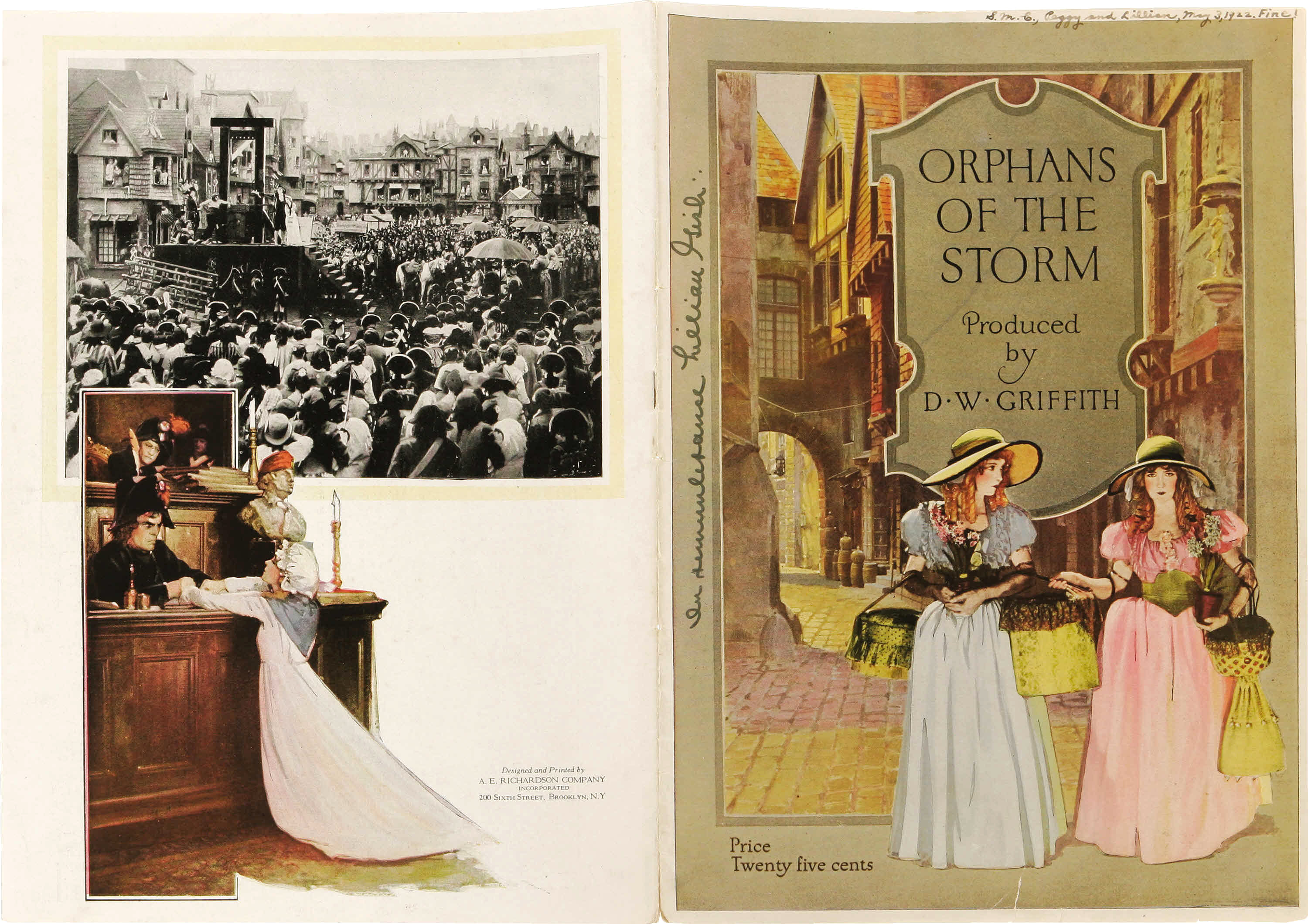
Contraportada y portada de un programa de mano inglés de la película.

- Joseph Schildkraut: el Caballero de Vaudrey.
- Frank Losee: el conde de Linières.
- Catherine Emmet: la condesa de Linières.
- Morgan Wallace: el marqués de Praille.
- Lucille La Verne: la madre Frochard.

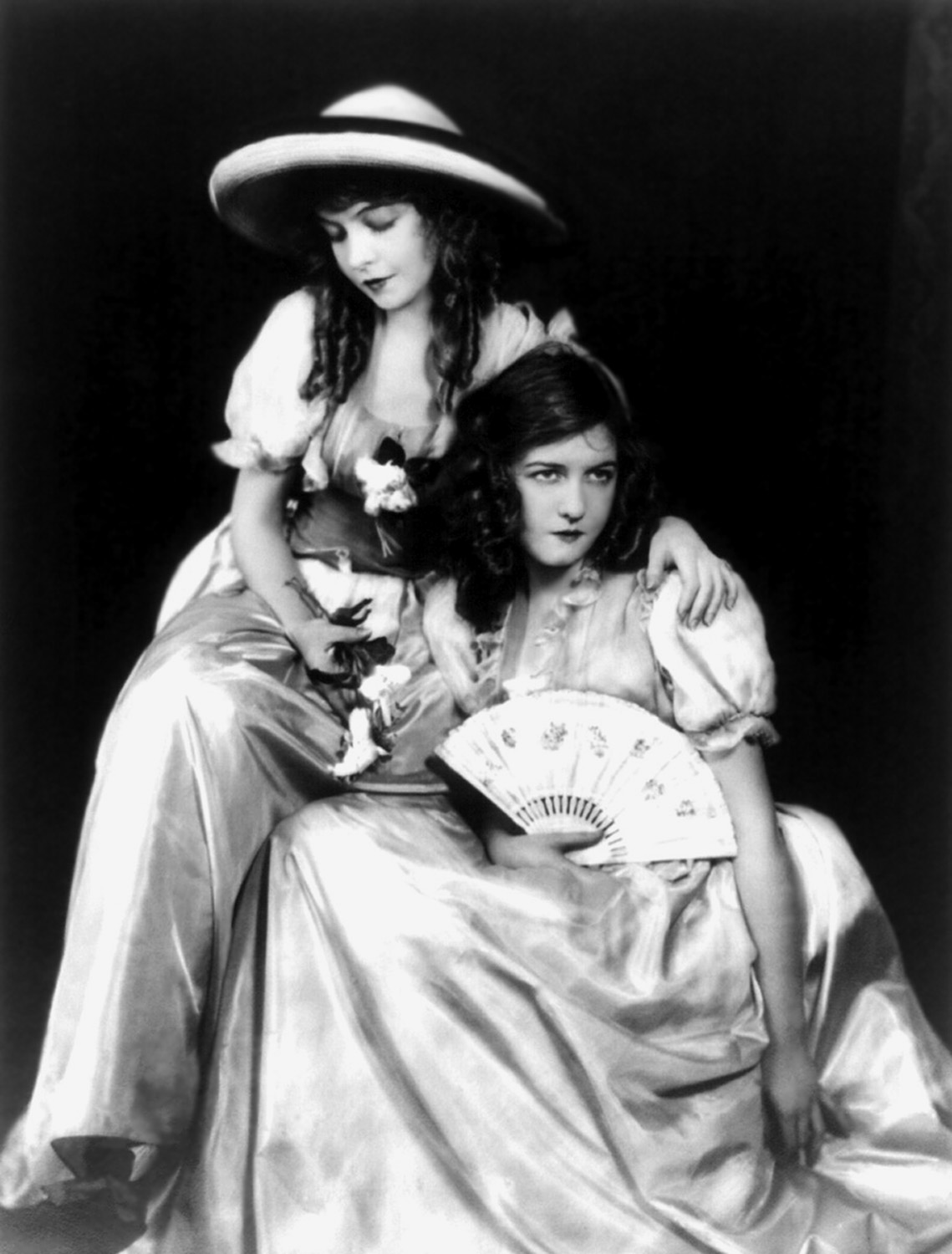
Dorothy y Lillian Gish en una foto publicitaria de la película.

- Frank Puglia: Pierre Frochard.
- Sheldon Lewis: Jacques Frochard.
- Creighton Hale: Picard.
- Leslie King: Jacques-Forget-Not.
- Monte Blue: Danton.
- Sidney Herbert: Robespierre.
- Lee Kohlmar: Luis XVI.
- Louis Wolheim: el verdugo.